# ريك غريني
ريك غريني (بالإنجليزية: Rick Greene)‏ هو لاعب كرة قاعدة أمريكي، ولد في 2 يناير 1971 في فورت نوكس في الولايات المتحدة.

## وصلات خارجية
- ريك غريني على موقع أوليمبيديا (الإنجليزية)